# Holcopogoninae
Holcopogoninae (лат.) — подсемейство молевидных бабочек из семейства Autostichidae. Ранее рассматривалось как семейство Holcopogonidae в надсемействe Gelechioidea.

## Ареал
Палеарктика, Африка.

## Классификация
В подсемейство включают следующие рода:
- Arragonia Amsel, 1942
- Bubulcellodes Amsel, 1942 (иногда в составе Charadraula)
- Charadraula Meyrick, 1931
- Gigantoletria Gozmany, 1963 (иногда в составе Heringita)
- Gobiletria
- Heringita Agenjo, 1953
- Hesperesta Gozmany, 1978
- Holcopogon
- Ilionarsis
- Turatia